# St. Anna (Bliederstedt)

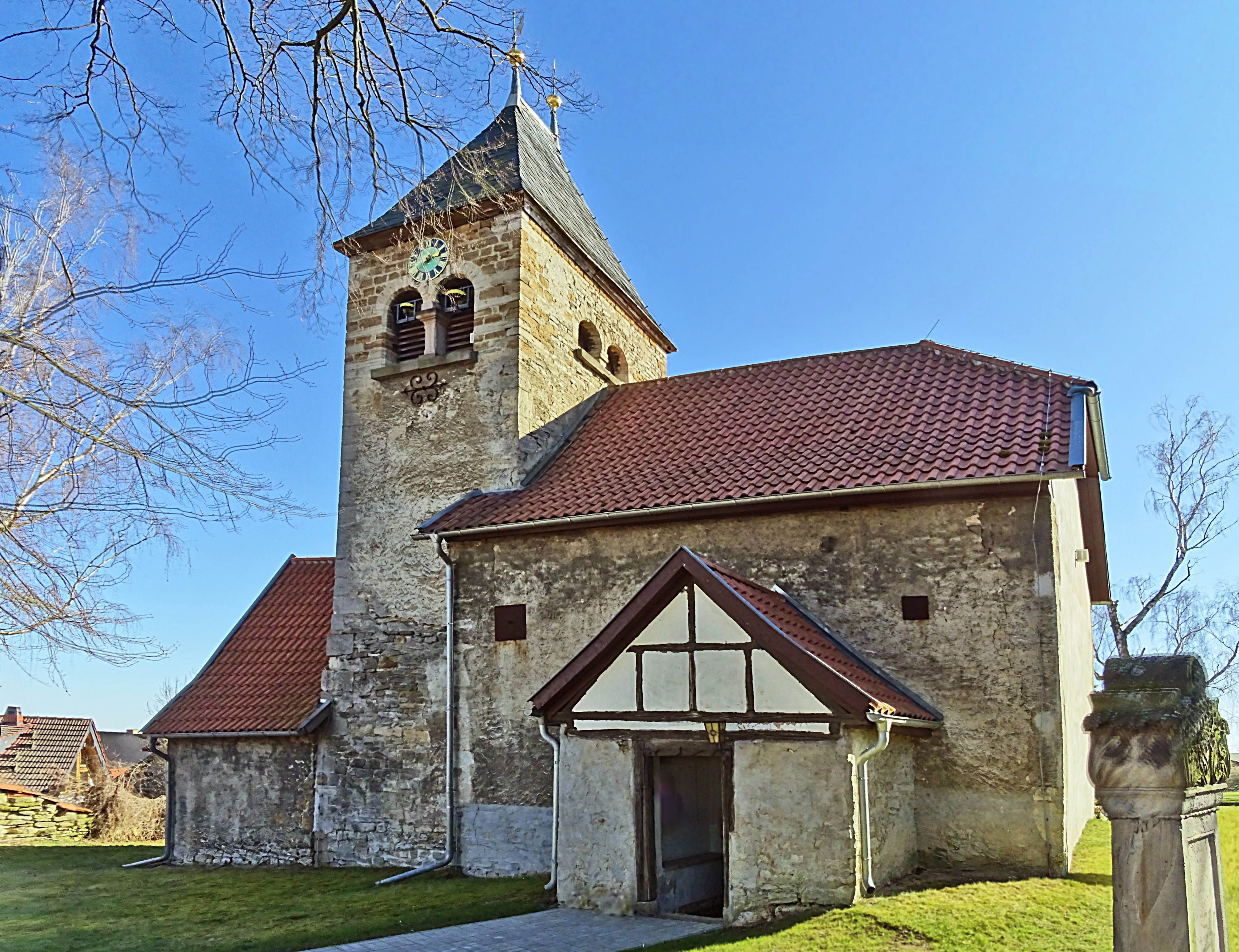
Bliederstedt, St. Anna

Die Kirche St. Anna ist eine evangelisch-lutherische Kirche in Bliederstedt.

## Geschichte
Die Kirche wurde als dreiteilige romanische Chorturmkirche errichtet, von der nur der Turmraum und die Grundmauern des Kirchenschiffes erhalten geblieben sind. 1603 wurde anstelle der Apsis ein Anbau errichtet, der als Sakristei diente. Der Saal wurde im 17. Jahrhundert umgebaut und erhielt ein Krüppelwalmdach. Über dem Kircheneingang ist die Jahreszahl „1668“ zu lesen. 1859 wurden die Fenster an der Südseite des Saales vergrößert. 1896 erfolgte eine Erneuerung des Glockengeschosses und des Turmdaches durch Baumeister Dietz aus Sondershausen. Diese Jahreszahl ist auf der Wetterfahne des Turmes zu sehen. 1897 wurde das Dach der Kirche repariert und neu gedeckt. 1985 wurde der Innenraum der Kirche renoviert.

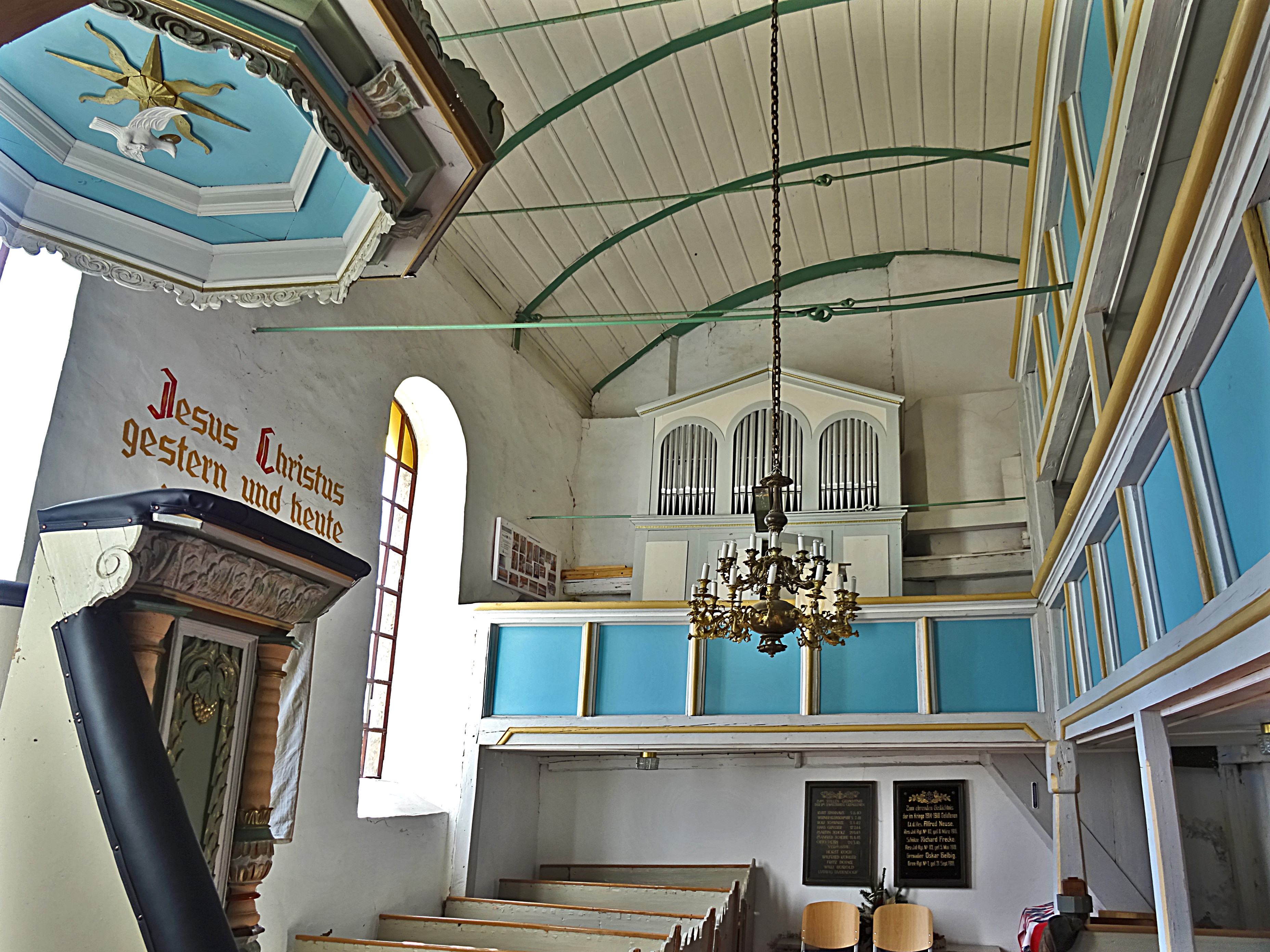
Innenansicht

## Baubeschreibung
Es handelt sich um eine Saalkirche mit Chorturm. An der Südseite besitzt sie zwei rundbogige Fenster, an der Nordseite eine Vorhalle mit Fachwerkgiebel. Der Saal ist von einer schlichten Holztonne überwölbt. Die Emporen sind an der Nordseite zwei- und an der Westseite eingeschossig. Sie stammen aus dem 17. Jahrhundert. Ein Triumphbogen öffnet den Chorraum zum Saal. Der Chorraum ist kreuzgratgewölbt.

## Ausstattung
Das geschnitzte Altarretabel stammt aus dem 15. Jahrhundert und die hölzerne Kanzel aus dem 17. Jahrhundert.
Das spätromanisches Dreinagelkruzifix wurde in der Mitte des 13. Jahrhunderts gefertigt. Ein Vortragekreuz aus dem 18. Jahrhundert mit Totenschädel und INRI-Schild ist an der Nordempore befestigt.
Die zwei Stahlglocken wurden 1924 gegossen. Die südliche trägt die Inschrift „Geopfert für Deutschlands Wehr 1917“ und die nördliche ein Blattfries.

## Orgel
Bei der Orgel handelt es sich um ein Werk von Orgelbauer Christoph Maul aus Greußen aus dem Jahr 1872. Sie wurde 1899 von Friedrich Wilhelm Böttcher aus Sömmerda repariert. Die ursprüngliche Aeoline 8′ wurde zu einem unbekannten Zeitpunkt in eine Flöte 4′ umgebaut. Im Jahr 2020 folgte eine Restaurierung durch die Firma Walcker-Mayer. Sie besitzt folgende Disposition:

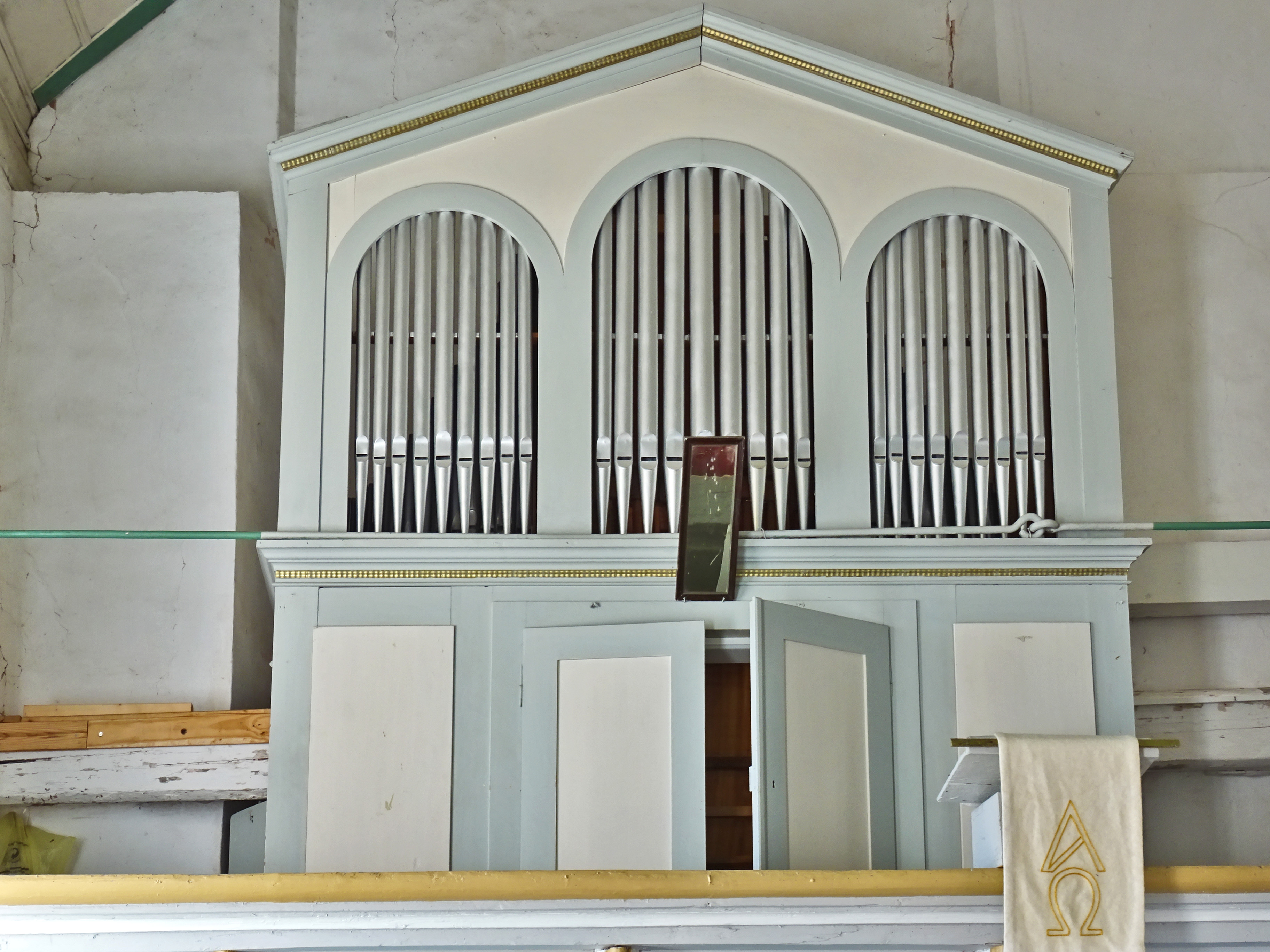
Maul-Orgel

| I Manual C–f3 |           |    |
| 1.            | Principal | 8′ |
| 2.            | Gedackt   | 8′ |
| 3.            | Gamba     | 8′ |
| 4.            | Octave    | 4′ |
| 5.            | Flöte     | 4′ |

| Pedal C–c1 |         |     |
| 6.         | Subbass | 16′ |
| 7.         | Violon  | 8′  |

- Koppeln: I/P